# Le Bois-Plage-en-Ré
Le Bois-Plage-en-Ré település Franciaországban, Charente-Maritime megyében. Lakosainak száma 2177 fő (2022. január 1.). Le Bois-Plage-en-Ré La Couarde-sur-Mer, La Flotte, Sainte-Marie-de-Ré és Saint-Martin-de-Ré községekkel határos.

## Népesség
A település népességének változása:
| Lakosok száma | 1172 | 1560 | 2014 | 2293 | 2350 | 2318 | 2248 | 2272 | 2280 | 2177 |
|               | 1968 | 1982 | 1990 | 2006 | 2013 | 2015 | 2017 | 2019 | 2020 | 2022 |